# Hellmut Haberland
Hellmut Haberland (* 2. September 1939 in Breslau) ist ein deutscher Experimentalphysiker.
Haberland promovierte 1971 an der Albert-Ludwigs-Universität Freiburg (Dissertation: Untersuchung chemischer Elementarprozesse in gekreuzten Molekularstrahlen: Reaktionen von Wasserstoff- und Deuteriumatomen mit Halogenen). Er war als Post-Doktorand Forschungsassistent an der University of Chicago. 1977 habilitiere er sich an der Albert-Ludwigs-Universität Freiburg und wurde dort Professor.
Er befasst sich mit der Physik von Clustern von Atomen und Molekülen.
Seit 1986 war er Mitherausgeber der Zeitschrift für Physik, Reihe D.

## Schriften (Auswahl)
- mit Karl Kleinermanns, Frank Träger: Cluster, in: Bergmann-Schaefer Lehrbuch der Experimentalphysik, Band 5, De Gruyter 2006
- als Herausgeber: Clusters of Atoms and Molecules, Series in Chemical Physics Band 52, 56, 2 Bände, Springer 1994, Reprint 2011
- mit Martin Schmidt, Robert Kusche, Bernd von Issendorff: Irregular variations in the melting point of size-selected atomic clusters, Nature, Band 393, 1998, S. 238
- mit Martin Schmidt, Robert Kusche, Werner Kronmüller, Bernd von Issendorff:  Experimental determination of the melting point and heat capacity for a free cluster of 139 sodium atoms, Phys. Rev. Lett., Band 79, 1997, S. 99
- mit T. Hippler, J. Donges, O. Kostko, M. Schmidt. B. von Issendorff: Melting of sodium clusters: Where do the magic numbers come from ?, Phys. Rev. Lett., Band 94, 2005, S. 035701
- mit C. Hock, S. Straßburg, B. v. Issendorff, A. Aguado, M. Schmidt: Melting-Point Depression by Insoluble Impurities: A Finite Size Effect, Phys. Rev. Lett., Band 101, 2008, S. 023401, Abstract